# 白川町立蘇原小学校
白川町立蘇原小学校（しらかわちょうりつ そはらしょうがっこう）は岐阜県加茂郡白川町にある公立の小学校。

## 概要
1980年に「三川小学校」、「赤河小学校」、「切井小学校」が統合し、新たに開校した小学校で
校区は赤河、三川、切井であり、旧・蘇原村にほぼ該当する。

## 沿革
- 1977年（昭和52年）
  - 6月 - 蘇原地区小学校統合対策委員会を設置。
  - 9月 - 三川小学校、赤河小学校、切井小学校の統合が決定する。
- 1978年（昭和53年） - 校地の造成を開始。
- 1980年（昭和55年）4月 - 白川町立蘇原小学校として開校。
- 1994年（平成6年） - プールが完成。

## 再編計画
白川町は町内の小中学校の再編を計画しており、2018年（平成30年）に学校再編検討委員会を設置し、2020年（令和2年）に学校再編に関する方針を発表している。2022年（令和4年）には「白川町立小・中学校一貫教育の基本構想 改訂版」が作成され、蘇原小学校は2027年（令和9年）に白川小学校に統合の予定である。